# Чиллаг, Анна
Анна Чиллаг (венг. Anna Csillag) - австро-венгрерская предпринимательница, ставшая широкоизвестной в конце XIX - начале XX вв. благодаря своей рекламе.

## Биография
Сведений о личной и деловой жизни Анны Чиллаг немного. Она родилась в 1852 году в Залаэгерсеге, современная Венгрии, в семье Мора Альтштедтера и Хани Рехнитцер. В 1876 году она открыла фирму по производству средств по уходу за кожей в Будапеште. В 1894 году Анна Чиллаг была внесена в венский торговый реестр как производительница парфюмерии. Однако уже в 1899 году она отказалась от производства парфюмерии и передала венский фирму своему брату Бернхарду Альтштедтеру, который возглавлял её до своей смерти в 1925 году.
С 1889 года Анна Чиллаг является владелицей парфюмерного производства в Берлине. Эта фирма располагалась по тому же адресу, что и фирма её мужа, занимавшегося продажей венгерских вин в Германии. Её парфюмерная компания в Берлине часто меняла адреса, а также официальных владельцев, пока в 1924 году не было зарегистрировано Anna Csillag GmbH, которое разорилось в 1927 году. На некоторое время Анна Чиллаг пропадает из виду, но затем в 1934 году открывает фирму в своем родном городе Залаэгерсег.
Чиллаг умерла в 1940 году в Залаэгерсеге.

## Предпринимательство

### Венский филиал
Изначально филиал располагался в первом районе Вены на улице Seilergasse. После ариизации фирма переехала в дом 11 на улице Кольмаркт.
В 1925 году умер брат Анны и его место заняла вдова Мальвина Альтштедтер, дочь венгерского предпринимателя. Со временем сыновья Берхнарда и Мальвины также вошли в состав собственников фирмы. В 1939 г. в ходе ариизации фирма перешла в руки фабриканта Франца Видхальма и стала называться «Диагностическим институтом исследования волос и лабораторией Анны Чиллаг» (нем. Anna Csillag Diagnostisches Haaruntersuchungsinstitut und Laboratorium).
После Второй мировой войны химик-лаборантка Марта Герё была назначена управляющей института, но в 1948 году сильно повреждённое за время войны предприятие снова перешло под контроль Франца Видхальма, с которым наследники Мальвины Альтштедтер заключили соглашение о компромиссе в рамках процедуры возвращения имущества в 1951 году.
В 1978 году руководство предприятием взяла на себя Роза Райнеггер, которая в следующем 1979 году вошла в семью Видхальм. Она возглавляла компанию до окончательного закрытия фирмы в мае 1982 года.

### Товары
Многочисленные компании Анны Чиллаг производили и продавали средства по уходу за волосами. Основными товарами были мыло, щетки, расчески и отвары для волос. Но самым известным продуктом стала помада для стимулирования роста волос. Эти товары были достаточно простыми и дешевыми в производстве: согласно химическим анализам того времени, её мыло было не более чем туалетным мылом «худшего качества»; специальный «отвар для мытья головы» был обычным ромашковым чаем, а известная помада для роста волос Чиллаг состояла из жира с небольшим добавлением эфирного масла бергамота, перуанского бальзама и аналогичных ингредиентов.

### Реклама
Несмотря на низкое качество товаров, продукты по уходу за волосами пользовались успехом. Ключом к успеху Чиллаг был её маркетинг: она рекламировала туалетное мыло как «лучшее мыло в мире», её щётки и расчёски, как имеющие особые свойства благодаря определённым эликсирам, и так далее. Особенно известной стала рекламная кампания помады для роста волос. Анна Чиллан рекламировала её в бесчисленных газетах и журналах Восточной Европы: всегда практически одинаковые объявления привлекали внимание портретом Анны в образе молодой женщины с волосами до пояса. Сопроводительный текст всегда начинался словами: «Я, Анна Чиллаг, с моими 185-сантиметровыми волосами, как у русалки Лорелеи» и т. д. Затем Чиллаг объясняла, что её волосы стали такими благодаря использованию её «самодельного бальзама», после чего она перечисляла дальнейшие предполагаемые преимущества этого бальзама. Согласно рекламе, чудодейственное средство не только предотвращает выпадение волос и стимулирует их рост, но и придаёт им силу, блеск и объём, помогает росту бороды у мужчин и сохраняет волосы «от преждевременного поседения до самой старости». Начальное сравнение с легендарной Лорелеей Чиллаг активно использовала в немецком культурном пространстве; в славянском пространстве она часто ссылалась на образ русалки. Кроме того, Чиллаг адаптировала язык рекламы под язык газеты или журнала. Все её объявления дополнялись благодарственными письмами и «заказами» от известных персон.
Анна Чиллаг создала целый миф вокруг себя. Она рассказывала, что родом из Моравии и что её изначальные волосы были очень тонкие, слабые и некрасивые.